# Amalia Melin-Millar
Amalia Gunhild Melin-Millar, född Fagerström 17 november 1871 i Ränneslövs församling i Hallands län, död 15 juni 1967 i Dörby församling i Kalmar län, var en svensk målare. Hon var periodvis verksam under namnet Adolf Melin.
Hon var dotter till Elias Fagerström och från 1895 gift med Johnny Millar samt mor till Linnéa Millar-Blomqvist. Hon studerade konst i sin fars ateljé där hon lärde sig en speciell typ av gouachemåleri, vilket hon själv kallade sotmålning. Efter sin vigsel förde hon och hennes man en ambulerande tillvaro med kortare och längre vistelser i Upplands Väsby, Sollefteå, Härnösand, Östersund, Gävle och Borås. Under åren 1910–1917 bodde man Uddevalla. Vid denna tid bodde också fadern här. 1931 flyttade familjen till Smedby utanför Kalmar. Hennes konst består av månskensstämningar i dunkla färger som under åren blev allt ljusare, och i 80-årsåldern övergick hon till att måla enbart med pastellkritor. 
Amalia Melin-Millar är representerad vid Bohusläns museum, Nordiska museet och Nationalmuseum under artistnamnet Adolf Melin.
Makarna Millar är begravda på Dörby kyrkogård.